# Bližne-Pesočnoe
Bližne-Pesočnoe (in russo Ближне-Песочное?) è un insediamento di tipo urbano della Russia europea centro-orientale, situato nel circondario urbano della città di Vyksa dell'oblast' di Nižnij Novgorod.
Si trova 5 km a ovest di Vyksa.